# Manfred Kempers
Manfred Kempers (* 8. Februar 1948) ist ein ehemaliger deutscher Fußballspieler.

## Karriere
Kempers spielte bereits in der Jugend von Borussia Mönchengladbach, als er als 19-Jähriger von Trainer Hennes Weisweiler in der Bundesliga eingesetzt wurde. Am 15. April 1967 debütierte er als rechter Verteidiger beim Auswärtsspiel gegen den 1. FC Nürnberg in der Bundesliga. Am linken Flügel des „Clubs“ bekämpfte er Linksaußen Georg Volkert. Der Nachwuchsspieler nahm vom 7. bis 25. Juni 1967 an einer Südamerikatournee teil, wo Freundschaftsspiele in Venezuela, Kolumbien, Ecuador, Chile und Brasilien ausgetragen wurden. Zur Saison 1967/68 verpflichtete Mönchengladbach die Spieler Peter Meyer, Peter Dietrich, Klaus Ackermann und übernahm aus der Jugend die Talente Klaus Winkler, Erwin und Helmut Kremers, Dieter und Klaus Baumanns. Im herausragenden Vorbereitungsspiel am 29. Juli 1967 auf dem Bökelberg gegen den FC Fulham lief er beim 4:1-Erfolg als rechter Verteidiger auf. Zu seinem ersten Einsatz in der Saison 1967/68 kam er am 13. September 1967 beim Auswärtsspiel gegen den 1. FC Nürnberg. Vor 66.000 Zuschauern gewann die Elf von Trainer Max Merkel das Heimspiel mit 1:0 Toren. Die Gladbacher Abwehr war in der Formation mit Torhüter Volker Danner und der Abwehrreihe mit Kempers, Egon Milder, Heinz Wittmann und Berti Vogts angetreten. Sein neunter Einsatz in dieser Saison fand am 11. Mai 1968 beim 1:0-Heimerfolg gegen den 1. FC Köln statt. Er wurde in der 72. Minute für Verteidiger Wittmann eingewechselt. Bei den Kremers-Zwillingen hatte es bei Erwin zu fünf und bei Helmut zu zwei Einsätzen gereicht; Klaus Winkler hatte vier Bundesligaspiele absolviert.
Im DFB-Pokal war Kempers in den zwei Spielen gegen 1860 München (4:2) und den VfL Bochum (0:2) im Februar beziehungsweise April 1968 zum Einsatz gekommen. Als Borussia Mönchengladbach am 28. Februar 1968 in Rotterdam zu einem Testspiel gegen die Nationalmannschaft der Niederlande antrat, wurde er ebenfalls für Heinz Wittmann beim Gladbacher 1:0-Erfolg eingewechselt. Nach insgesamt zehn Einsätzen in der Fußball-Bundesliga in drei Jahren bei den Gladbachern wechselte Kempers zum Rheydter SV, bevor er 25 Jahre für den 1. FC Viersen spielte.
Ein Höhepunkt war das Spiel am 30. Juli 1977, als der 1. FC Viersen vor 8.000 Zuschauern im DFB-Pokal Kempers ehemaligen Verein Borussia Mönchengladbach empfing. Die Borussia setzte sich mit 8:0 Toren durch und an Kempers Seite war auch noch mit Erwin Spinnler ein weiterer Ex-Gladbacher auf Seiten von Viersen im Einsatz.